# Prüfkörper

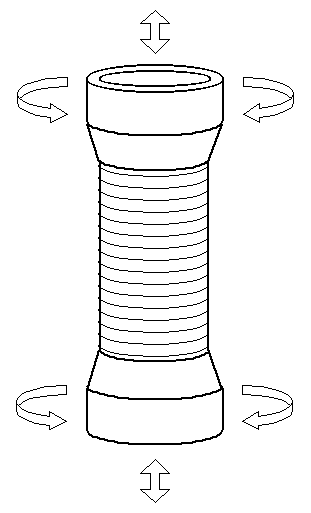
Probekörper für die Zug-Druck-Torsion-Prüfung von Verbundwerkstoffen aus Kunstfasern

Probekörper oder Prüfkörper finden in Prüf- und Messverfahren Anwendung, und zwar entweder als Prüfgegenstand oder als Prüfmittel:
- In der Werkstoffprüfung sind Probekörper speziell angefertigte und geformte Materialproben; sie sind insofern Gegenstand der Prüfung.
- Als Probekörper werden aber auch Objekte bezeichnet, die – ohne selbst Prüfgegenstand zu sein – in zu prüfende Systeme eingebracht werden. Hier haben sie die Funktion eines Prüfmittels.

Sind die Eigenschaften von Probekörpern in entsprechenden DIN-, EN oder anderen Normen beschrieben, spricht man von Normprüfkörpern. Es gibt Unternehmen, die auf den Vertrieb unterschiedlichster Probekörper spezialisiert sind.

## Probekörper in der Werkstoffprüfung

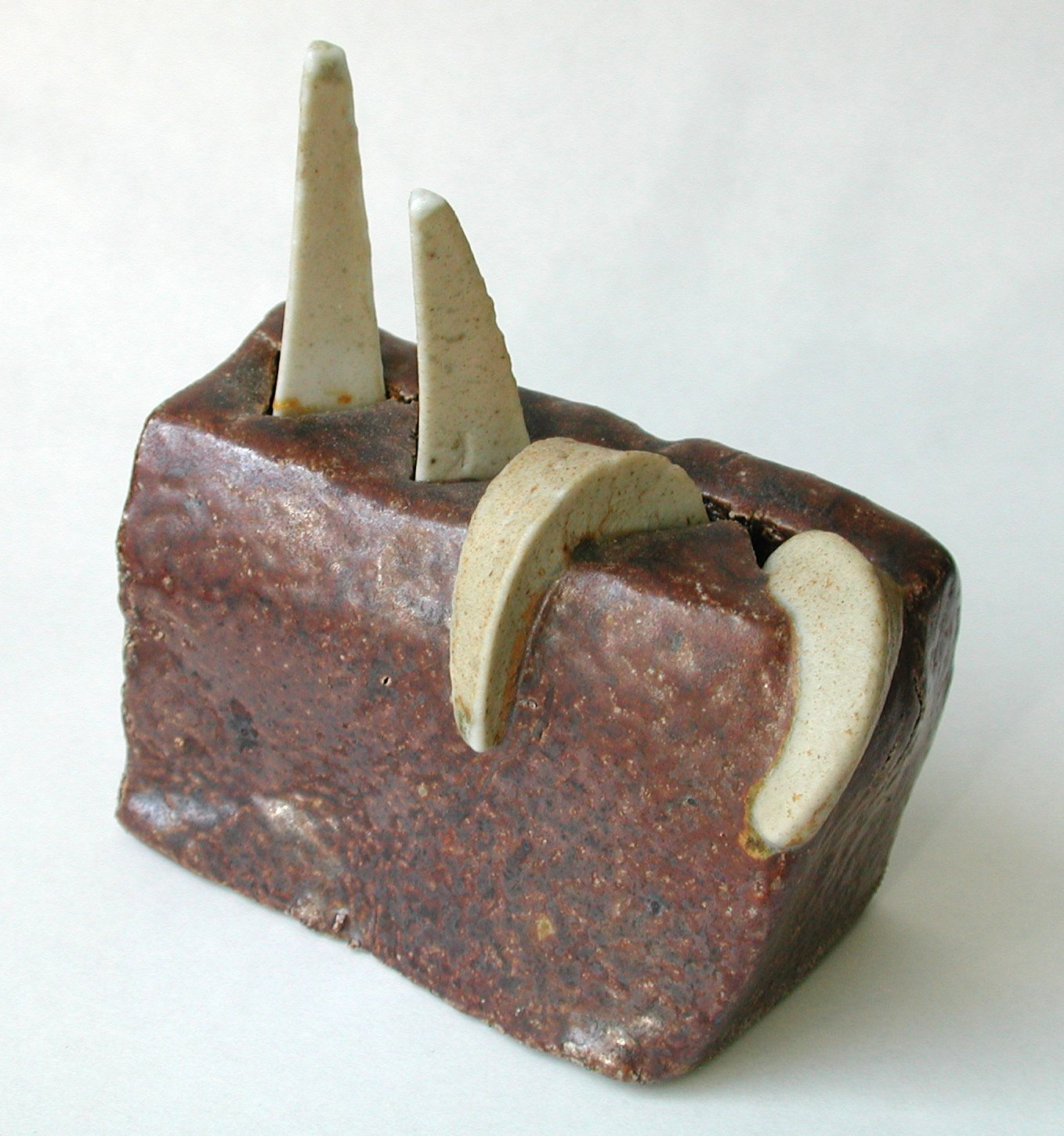
„Segerkegel“ zur Bestimmung der Feuerfestigkeit

In der Werkstoffprüfung sind Probekörper aus dem zu prüfenden Werkstoff hergestellte Objekte mit genau festgelegten Eigenschaften wie Form, Maß oder stofflicher Zusammensetzung. Sie werden in speziellen Prüfvorrichtungen (z. B. der Universalprüfmaschine) definierten mechanischen, thermischen oder chemischen Belastungen ausgesetzt, um die Materialeigenschaften und bestimmte Werkstoffkenngrößen zu ermitteln.
Beispiele:
- Im Scherversuch werden ein Rundstab, im Kerbschlagbiegeversuch ein einseitig eingekerbter Stift und bei der Prüfung der Feuerfestigkeit eine kegelförmige Materialprobe („Segerkegel“) als Probekörper eingesetzt.
- Zugprobe DIN 50125 für die Zugbelastungsprüfung

## Probekörper als Prüfmittel

### Prüfkörper für die Prüfung von Messgeräten
Für die Prüfung von Messgeräten (z. B. bei der Kalibrierung) werden Prüfkörper mit exakt definierten messbaren Eigenschaften (Messwerten) als Referenz verwendet.

### Prüfkörper für die Prüfung von Röntgendiagostikeinrichtungen
Für die Prüfung und Justierung von medizinischen Röntgendiagnostikeinrichtungen werden Prüfkörper mit exakt definierten messbaren Eigenschaften (Messwerten) als  Referenzobjekt verwendet. Solche Prüfkörper bestehen aus Material mit definierten Strahlenschwächungseigenschaften und sie enthalten vorgegebene Abbildungsstrukturen, die zur Sicherung der Bildqualität geeignet sind. Zur Anfertigung eines Röntgenbildes wird der Prüfkörper anstelle des Patienten als Röntgenphantom in der Röntgendiagostikeinrichtung positioniert. Anhand seiner bekannten Objekteigenschaften wird im Röntgenbild die Qualität der abgebildeten Strukturen bestimmt.

### Normprüfkörper in der Klosettentwicklung

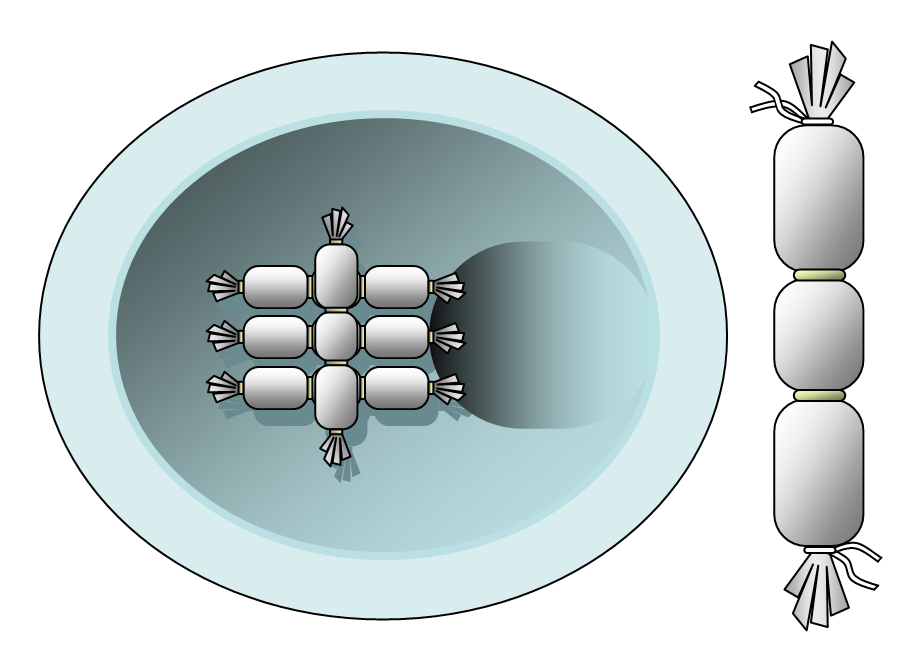
Rechts: Normprüfkörper für den Funktionstest von Toilettenspülungen, links: vier „geordnet“ eingelegte Normprüfkörper vor dem Spülversuch.
Abbildung nach

In der nach DIN 1385 bzw. EN 997 durchgeführten Funktionsprüfung von Toilettenspülungen werden als Ersatz für die realen menschlichen Fäkalien
künstlich nachgebildete „Kotwürste“ als Probekörper benutzt. Diese Normprüfkörper sind nicht käuflich erhältlich, sondern müssen vom Prüfer aus Kunstdarm und anderen Materialien selbst hergestellt werden.
Siehe auch: DIN EN 997 – Klosettbecken mit angeformtem Geruchsverschluss